# Aspidoglossum hirundo
Aspidoglossum hirundo är en oleanderväxtart som beskrevs av F.K. Kupicha. Aspidoglossum hirundo ingår i släktet Aspidoglossum och familjen oleanderväxter. Inga underarter finns listade i Catalogue of Life.